# Álftanes
Pour l’article homonyme, voir Álftanes (péninsule).
Álftanes (ou Sveitarfélagið Álftanes, littéralement « la ville d'Álftanes ») est une ville d'Islande qui se trouve dans la région de la capitale, Reykjavik, dont elle est distante d'environ 10 kilomètres.

## Géographie

La ville d'Álftanes se situe sur une péninsule portant le même nom. Elle est bordée par le fjord d'Hafnarfjörður au sud, et celui de Skerjafjorður au nord. Elle s'étend le long d'un lac marin, le Bessastaðatjörn, au bord duquel se trouve la résidence officielle du Président de l'Islande, Bessastaðir.

## Histoire
D'après le Landnámabók, Álftanes serait l'un des premiers territoires colonisés. Ingólfr Arnarson, considéré comme étant le premier colon de l'Islande et fondateur de Reykjavik, aurait rattaché ces territoires aux siens.
Au cours des siècles, Bessastaðir et ses environs deviennent un lieu important pour l'histoire du pays. L'auteur de sagas Snorri Sturluson vit sur la péninsule au XIIe siècle, et à sa mort, le gouverneur du roi de Norvège s'y installe (l'Islande fait alors partie du royaume norvégien). La péninsule restera un important siège des représentants des pays scandinaves qui domineront l'Islande au cours des siècles, jusqu'au XVIIIe siècle.
Au cours du XIXe siècle, le poisson se raréfie, entraînant un lent dépeuplement de la péninsule. La population n'augmente à nouveau qu'à partir du milieu du XXe siècle, essentiellement en raison de la croissance urbaine de Reykjavik dont elle n'est distante que de quelques kilomètres.
La municipalité se nommait Álftaneshreppur jusqu'en 1878, date à laquelle elle fut scindée en deux : à l'est Garðahreppur, et à l'ouest Bessastaðahreppur, dessinant ainsi les limites actuelles. Le 17 juin 2004, Bessastaðahreppur devient une  ville indépendante et prend son nom actuel officiel : Sveitarfélagið Álftanes.
Le 16 septembre 1936 vers 5 h 30, le Pourquoi-Pas ? IV, vaisseau français d'explorations polaires et océanographiques commandé par Jean-Baptiste Charcot, de retour du Groenland où il avait livré du matériel scientifique à la mission polaire de Paul-Émile Victor, subit une violente tempête cyclonique et coula corps et biens sur les récifs d'Álftanes. Sur 41 personnes à bord, il n'y eut qu'un seul survivant qui racontera que le commandant Charcot, selon les plus pures traditions de la marine, resta à bord avec son état-major et coula avec le navire.
Le 20 octobre 2012, les habitants d'Álftanes et de Garðabær, toutes deux voisines, ont été consultés via un referendum local qui a approuvé fusion des deux villes indépendantes. La dette qui étouffe Álftanes actuellement est principalement à l'origine d'une telle proposition. La nouvelle ville indépendante Garðabæjar, créée à partir de la fusion des deux, a vu le jour le 1er janvier 2013.

## Population
La population a évolué au gré des épidémies et de la raréfaction des ressources naturelles (poisson, agriculture), jusqu'à atteindre son pic actuel, essentiellement en raison de la proximité de la ville avec Reykjavik. Aujourd'hui, l'ensemble de la région capitale contient plus des deux-tiers de la population nationale.

### Évolution de la population
| Année      | 1901 | 1910 | 1920 | 1930 | 1940 | 1950 | 1960 | 1970 | 1980 | 1990 | 1998 | 1999 |
| Population | 311  | 208  | 169  | 155  | 120  | 159  | 165  | 218  | 480  | 1082 | 1361 | 1429 |
| Année      | 2000 | 2001 | 2002 | 2003 | 2004 | 2005 | 2006 | 2007 | 2008 | 2009 | 2010 | 2011 |
| Population | 1439 | 1545 | 1751 | 1769 | 1886 | 2032 | 2205 | 2276 | 2378 | 2518 | 2523 | 2484 |

| Évolution de la population tous les dix ans depuis 1901 (élaboration graphique par Wikipédia) |

En à peine plus d'un siècle, la population totale a été multipliée par huit. Entre 1940 et 2010, elle a augmenté de plus de 2 000%.

### Pyramide des âges
| Hommes | Classe d’âge | Femmes |
| ------ | ------------ | ------ |
| 0      | 90 et plus   | 3      |
| 21     | 75-89        | 19     |
| 101    | 60-74        | 97     |
| 240    | 45-59        | 252    |
| 254    | 30-44        | 299    |
| 285    | 15-29        | 227    |
| 354    | 0-14         | 332    |

## Transports
Álftanes est desservie par la ligne de bus no 23 de la compagnie de bus de Reykjavik Strætó bs..
L'aéroport le plus proche est celui de Reykjavik pour les trajets intérieurs.
L'aéroport international de Keflavík se trouve à environ 40 kilomètres du centre-ville.

## Culture

Álftanes
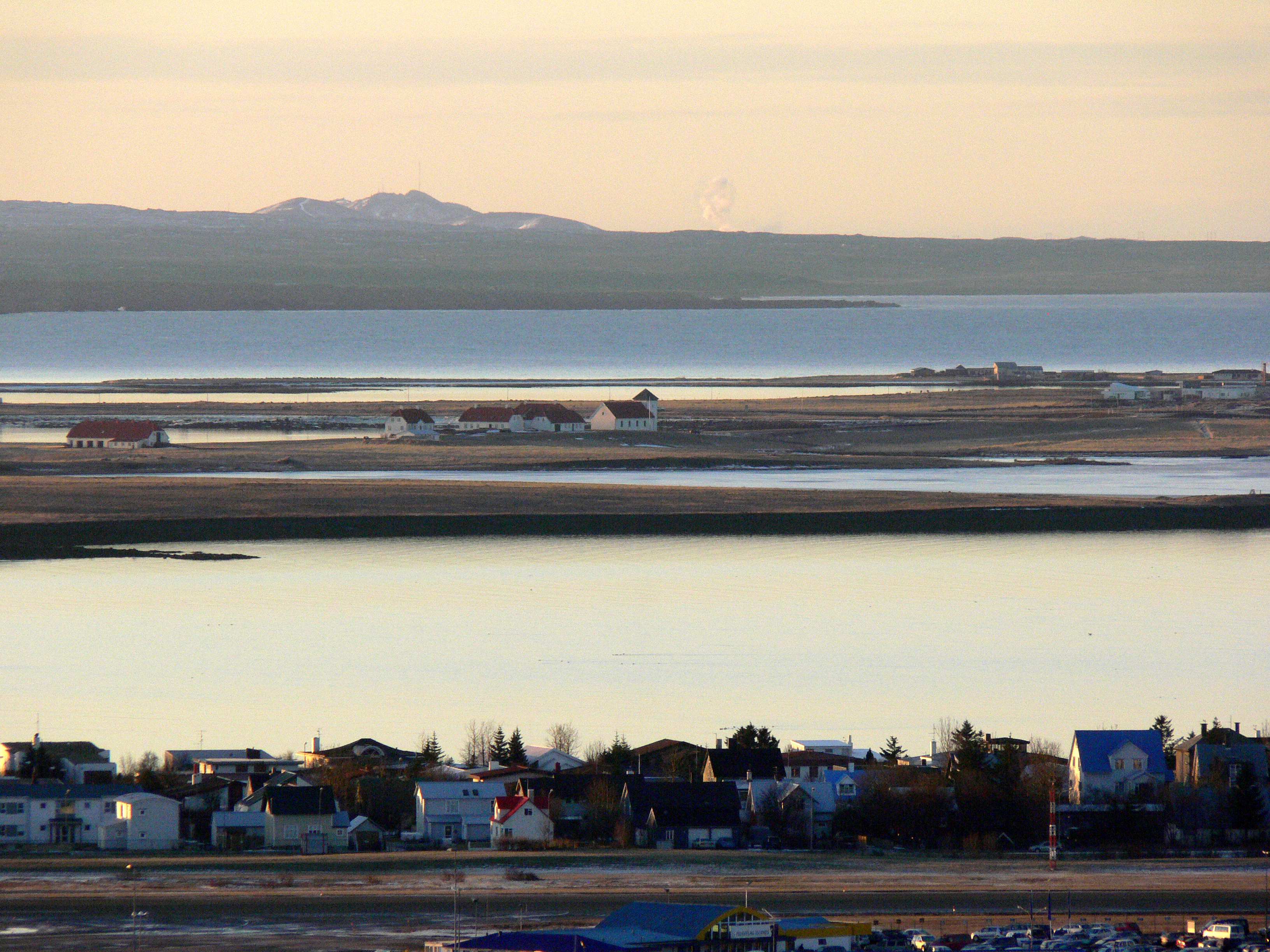
Álftanes, les rives du Bessastaðatjörn.
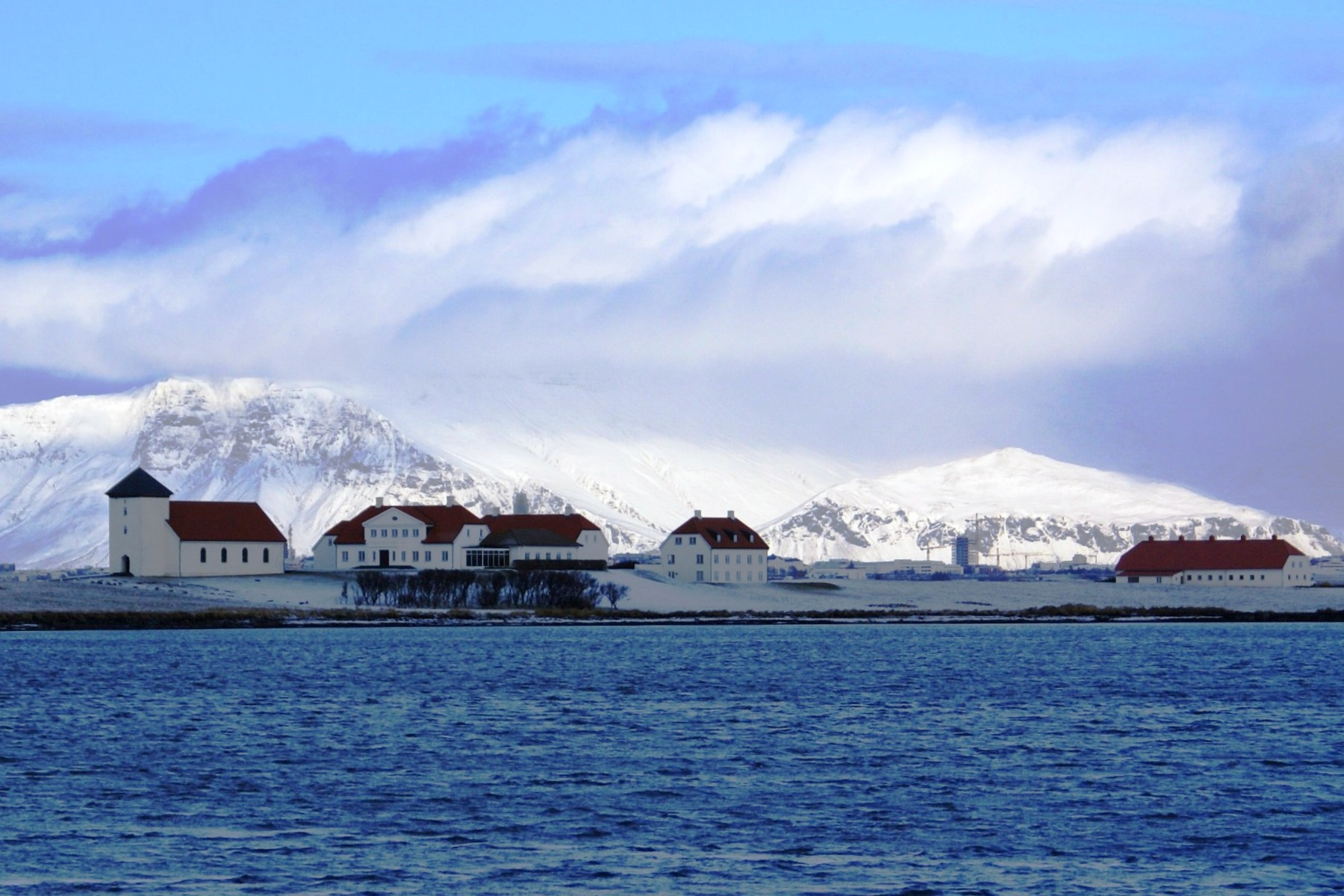
Bessastaðir sous la neige.

### Álftanes dans la littérature
Halldor Laxness, Prix Nobel de littérature, situe une partie de son ouvrage La Cloche d'Islande ((is) : Íslandsklukkan) dans la péninsule d'Álftanes: Au XVIIe siècle, Jon Hreggvidsson, l'un des personnages principaux, y est enfermé après avoir été jugé pour le meurtre d'un représentant du pouvoir danois.

### Tourisme et points d'intérêt
- L'église de Bessastaðir est visitable. Trapue et massive, elle fut construite au XVIIe siècle[4].
- Les alentours du lac Bessastaðatjörn offrent une vue sur les villes environnantes de Garðabær et Kópavogur.

## Villes jumelles
Álftanes est jumelée avec quatre villes depuis 1988 :
- Gjøvik (Norvège) ;
- Næstved (Danemark) ;
- Gävle (Suède) ;
- Rauma (Finlande).